# Formation réticulée

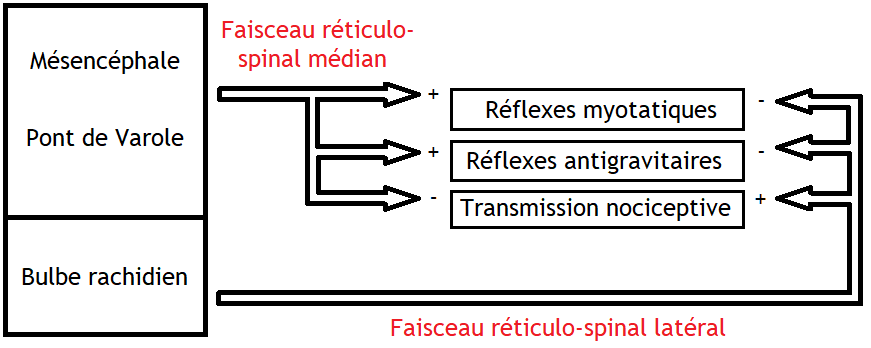
Formation réticulée et posture

La formation réticulée (ou formation réticulaire ; également, en latin : formatio reticularis) est une structure nerveuse du tronc cérébral à l'interface des systèmes autonome, moteur et sensitif. Elle a été mise en évidence la première fois en 1949 par Horace Magoun (en) et Giuseppe Moruzzi (it).
Elle intervient dans la régulation de grandes fonctions vitales (comme les cycles veille-sommeil), le contrôle d'activités motrices réflexes ou stéréotypées, comme la marche ou le tonus postural et dans des fonctions cognitives telles que l'attention. En raison de son rôle central dans la régulation de la vigilance, les lésions de la formation réticulée entraînent souvent un coma.
Phylogénétiquement, la formation réticulée est l'une des plus anciennes structures nerveuses du tronc cérébral, lui-même étant ce qu'on peut considérer comme un des centres les plus primitifs du système nerveux central.

## Structure anatomique
La formation réticulée est située sur toute la longueur du tronc cérébral entre les grands faisceaux ascendants et descendants. Elle se présente sous la forme d'un tissu nerveux organisé dans son grand axe en trois bandes de corps cellulaires (médiane et para-médiane gauche et droite) eux-mêmes constitués en îlots de neurones densément connectés par de la substance blanche, d'où le terme « réticulé » qui vient du latin reticulum, « réseau ». Elle occupe les espaces laissés libres par les formations spécifiques (pédoncules cérébraux, protubérance annulaire ou pont, bulbe rachidien), mais n'a pas de limites anatomiques bien définies.

### Formation réticulée ascendante
La partie de la formation réticulée que l'on appelle la formation réticulée (activatrice) ascendante (RFA) reçoit des afférences sensitives et motrices et se projette à la fois sur le cortex cérébral et sur les noyaux du thalamus et de l'hypothalamus.
La projection se fait également au niveau du système limbique.
La projection ascendante au niveau des hémisphères cérébraux permet l'électrogénèse cérébrale, qui s'étudie et se relève par l'électroencéphalogramme.
Sa stimulation produit l'éveil du sujet ; cette structure fait partie du circuit neuronal de l'éveil.
Enfin on note 2 trajets distincts des voies ascendantes, le faisceau médian du télencéphale qui est ventral et qui se projette sur le système limbique, le cortex orbito-frontal et l'hypothalamus ainsi qu'un faisceau « système réticulaire activateur ascendant » qui est dorsal par rapport au premier faisceau et qui fait relais au niveau thalamique pour une projection périphérique sur tous les hémisphères cérébraux.

### Formation réticulée descendante
La formation réticulée activatrice descendante projette des efférences vers le cervelet et vers les voies sensorielles.
L’influence activatrice de la formation réticulée et autres structures sous-corticales est transmise au cortex cérébral par deux types de projections : la voie thalamocorticale et la voie extrathalamique.